# Aviamilano P.19 Scricciolo
L'Aviamilano P.19 Scricciolo est un avion biplace d’école italien produit en petite série durant les années 1960.

## Historique
À la fin des années 1950, l’Aéro-club d’Italie lança un concours visant à renouveler le parc des avions école des clubs nationaux. Le programme manquait d’ambition (biplace côte-à-côte, aile haute et train classique fixe, puissance limitée à 100 ch avec une charge alaire ne dépassant pas 45 kg m−2...) et deux projets seulement furent proposés, le Partenavia P.59 à aile haute contreventée et l’Aviamilano P.19.
Dessiné par Ermenegildo Preti (it), le P.19 ne répondait pas exactement au cahier des charges puisqu’il s’agissait d’un monoplan à aile basse légèrement plus chargé au mètre carré que ne le prévoyait le programme, mais ce biplace qui fit son premier vol le 13 décembre 1959 avec un moteur Continental C-90 de 90 ch. Présenté en public à l’occasion de l’exposition aéronautique de Venise en juillet 1960, il fut finalement retenu. Outre le prototype, une série de 50 exemplaires fut achevée avec un moteur Continental O-200-A de 100 ch.

## Description
Monoplan à aile basse cantilever et train classique fixe, cet appareil était de construction mixte. La voilure, construite en deux éléments boulonnés entre eux, reposait sur un caisson en bois comportant le longeron principal, encadré par deux faux longerons reliés par des feuilles de contreplaqué. Le bord d’attaque était réalisé en plastique renforcé de fibre de verre et les jambes du train principal fixées sur des nervures renforcées pour soulager le longeron. L’ensemble était entoilé, tout comme le fuselage réalisé en tubes métalliques.

## Versions
- P.19 : Modèle de base, un prototype (I-NAGY) et 50 appareils de série.
- P.29R : Un exemplaire (I-MARM) remotorisé en 1964 avec un Lycoming O-320 de 150 ch comme remorqueur de planeur.
- P.29Tr : Quelques exemplaires rééquipés d’un train tricycle, comme le I-GAGI conservé par Historical Aircraft Group à Gêne.